# ヴェイダー
ヴェイダー（Vader）は、ポーランド出身のデスメタル・バンド。
同国エクストリーム・メタルの先駆者であり、母国では抜群の知名度を誇る。バンド名の由来は、映画「スター・ウォーズ・シリーズ」に登場するキャラクター「ダース・ベイダー」から。

## 歴史

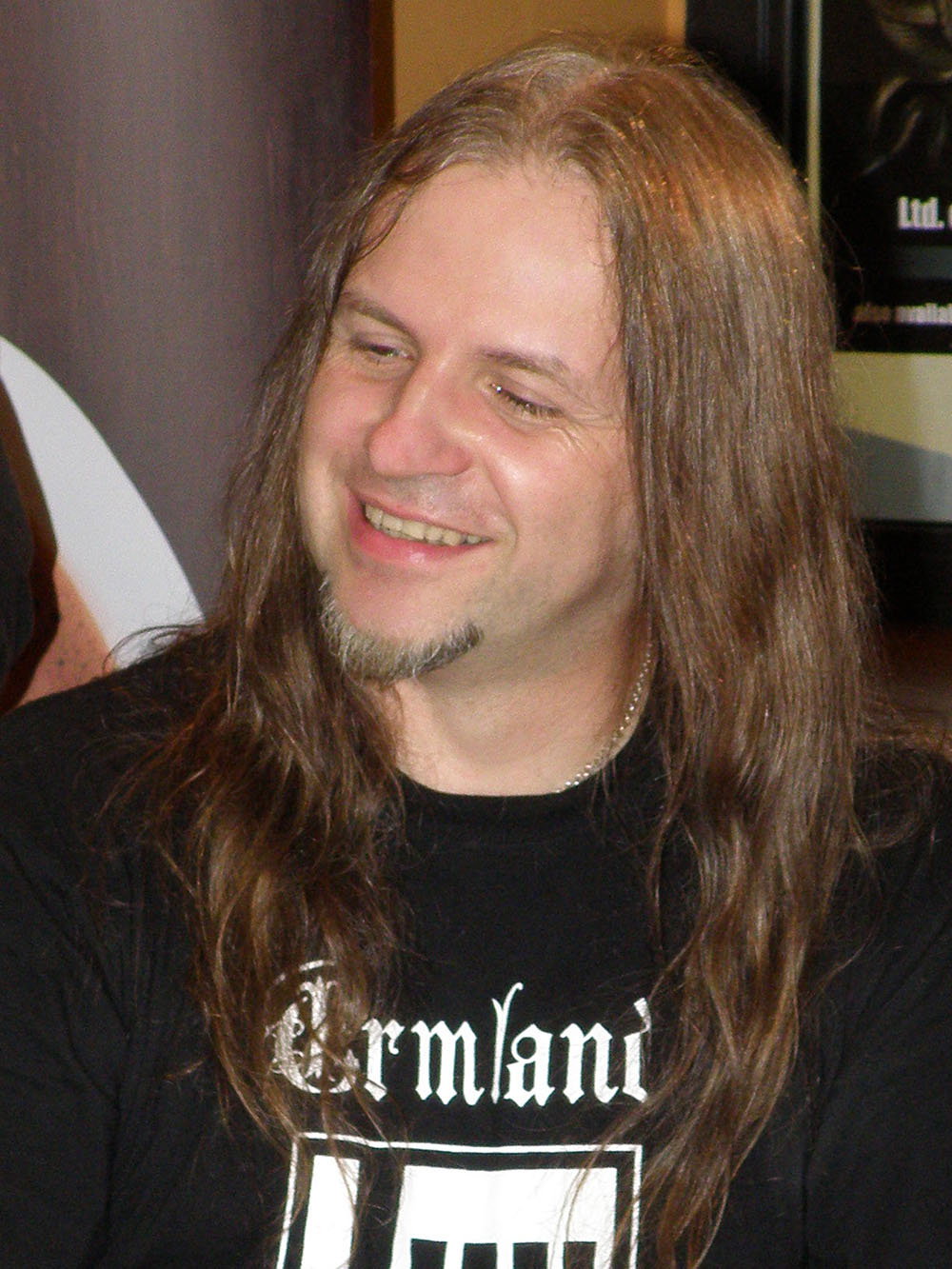
創始者ピーター(Vo/G) 2009年

### 1980年代
- 1983年、ポーランド・オルシュティンにて「Piotr Wiwczarek(ピーター)」によって結成される。
- 1986年、デモ『Live in Decay』をリリース。
- 1989年、デモ『Necrolust』をリリース。

### 1990年代
- 1990年、デモ『Morbid Reich』をリリース。これは1万枚近い売り上げを出し、バンドはイヤーエイク・レコードの目に留まる。このデモに収録された曲のうちいくつかは、後のデビューアルバムに収録される。
- 1992年、イヤーエイクと契約を結んだバンドは1stアルバム『The Ultimate Incantation』をリリース。
- 1994年、ライブアルバム『The Darkest Age: Live '93』とEP『Sothis』をリリース。しかしイヤーエイクとの契約が切れたため、これらは別のレーベルから発売された。
- 1995年、ライブツアーを続ける中レーベル「Impact Records」と契約。ここから2ndアルバム『De Profundis』がリリースされる。
- 1996年、カバーアルバムの『Future of the Past』をリリース。
- 1997年、3rdアルバム『Black to the Blind』をリリース。後にハンマーハート・レコードから以前リリースされた2枚のデモ『Morbid～』と『Necrolust』が、コンピレーションアルバム『Reborn in Chaos』としてリリースされる。
- 1998年、初来日。レーベル「Pavement Records」からライブアルバム『Live in Japan』をリリース。
- 同年、EP『Kingdom』とVHSの『Vision and Voice』をリリース。
- 同年、レーベル「Metal Blade Records」と契約。
- 1999年、バンドは数多くのライブツアーを敢行。スラッシュメタルバンドの「テスタメント」と共に、ヨーロッパツアーも行った。

### 2000年代

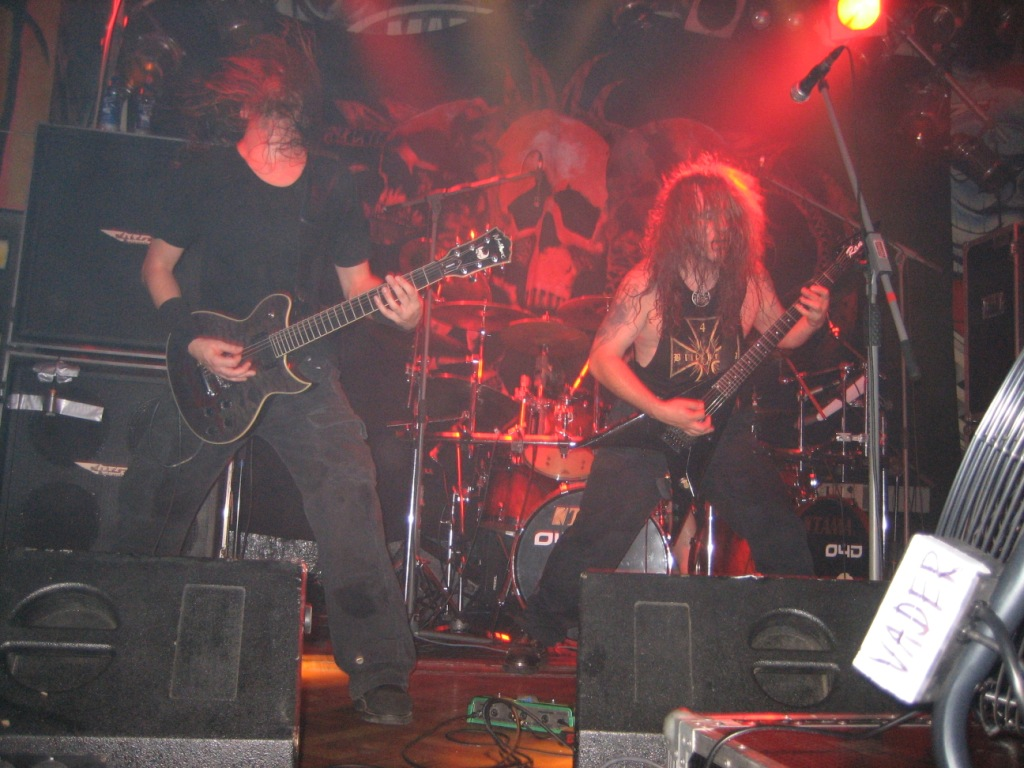
2006年のライブ

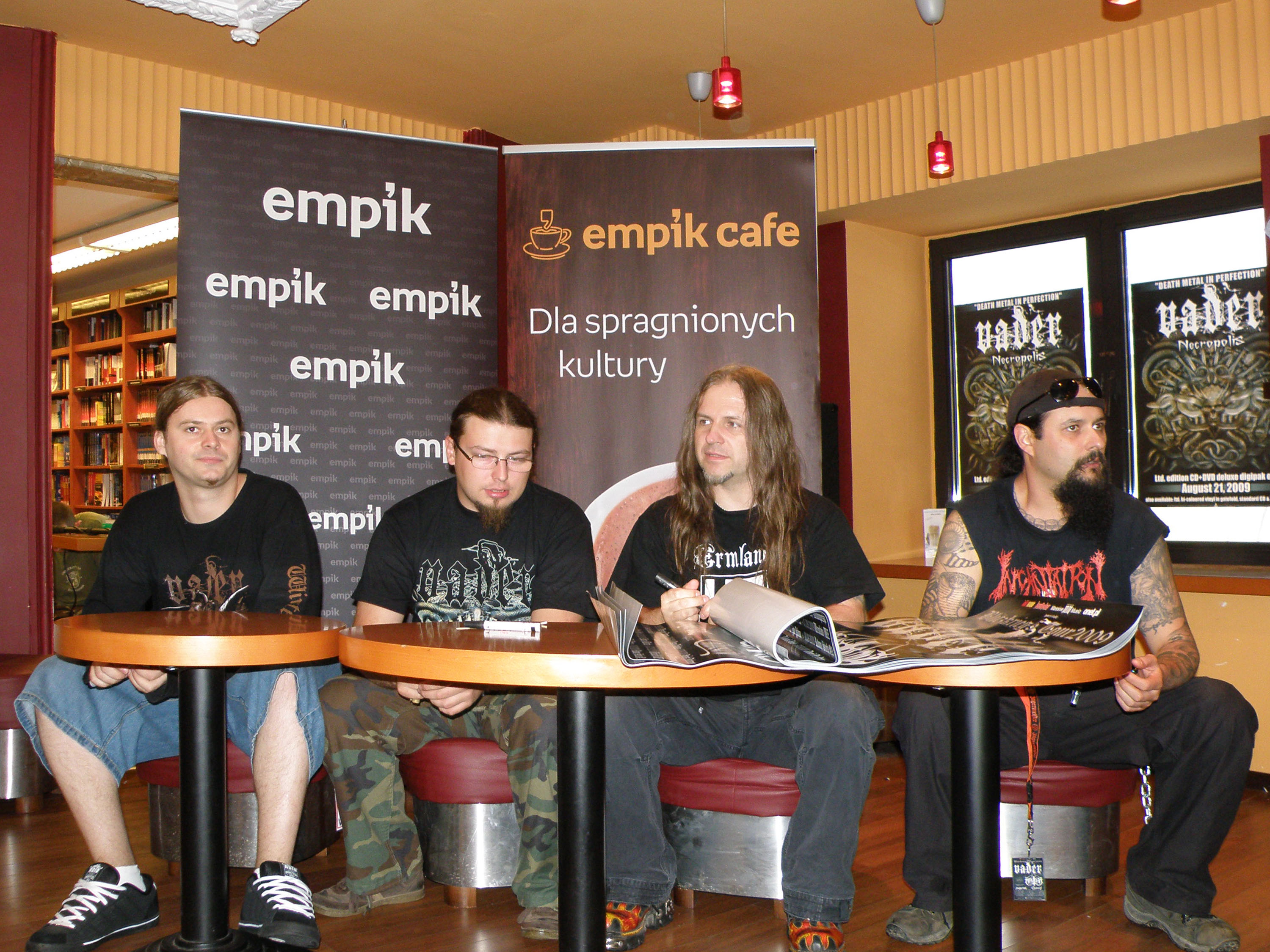
2009年のグループショット

- 2000年、4thアルバム『Litany』をリリース。Vaderの代表作となったこのアルバムのライブツアーを、ザ・クラウンらと共にヨーロッパで行う。
- 2001年、EP『Reign Forever World』をリリース。更にバンド「クリプトプシー」らと共にヨーロッパツアーを敢行。
- 2002年、5thアルバム『Revelations』をリリース。
- 同年、ベストアルバム『Armageddon』をリリース。
- 同年5月、初のDVDとなる『More Vision and the Voice』をリリース。
- 2003年、EP『Blood』をリリース。
- 2004年、新作のレコーディングを続ける中、ドラマーであった「Krzysztof Raczkowski(Docent,Doc)」が健康上の問題から脱退。彼に代わってバンド「Vesania」の「Dariusz Brzozowski(Daray)」がドラマーを務める。
- 同年、6thアルバム『The Beast』をリリース。また、同年ポーランドのホジューフで催されたライブではメタリカと共演。
- 2005年8月20日、バンドの元ドラマーであったDocが死去。
- 同年、EP『The Art of War』をリリース。
- 2006年、7thアルバム『Impressions in Blood』をリリース。
- 2007年、Exteme The Dojo Vol.17にて再来日。
- 2008年、結成25周年を記念して制作されたベストアルバム（リ･レコーディング）『XXV』、EP『Lead Us!!!』をリリース。
- 同年、ボーカル/ギタリストのPeterを除くバンドメンバーが相次いで脱退し、新メンバーとの交代がなされた。既に2008年からギタリストを務めていた「Wacław Kiełtyka」の脱退も決まり、新メンバーの「Marek Pająk」は2010年からの活動となっている。
- 2009年、8thアルバム『Necropolis』をリリース。

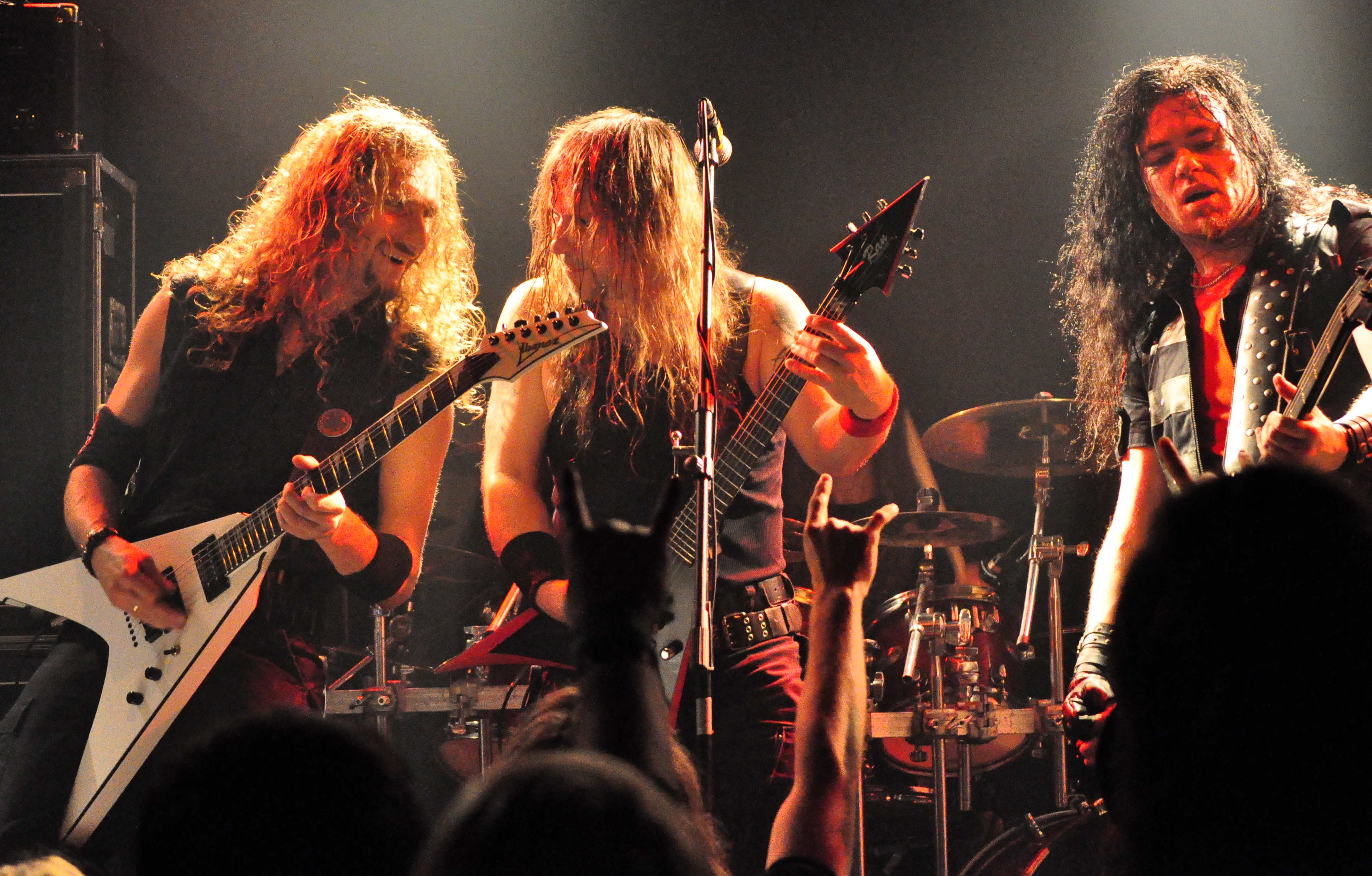
ドイツ・ロストック公演 (2011年)

### 2010年代
- 2011年8月、9thアルバム『Welcome to the Morbid Reich』をリリース。「Exteme The Dojo Vol.28」出演にて3度目の来日。
- 2014年5月、10thアルバム『Tibi Et Igni』をリリース。7月に4度目の来日を果たす。
- 2016年9月、5度目の来日公演[2]。11月、11thアルバム『The Empire』をリリース[3]。
- 2017年9月、Kreatorとのカップリング・ツアーにて6度目の来日。

## 音楽的特徴
初期の頃から、安定したソリッドなドラム、低音を強調したバスドラムの音、シンプルなギターリフ/ソロやを採用した曲作りを行っている。これによって、機械的な要素を含んだ独特なデスメタルを展開している。
またギターの音はデスメタルバンドとしては高めで、ボーカルPeterのデスボイスもやはり、他バンドに比べると音の低さや力強さは強調されていない。

## 補足
2008年、バンドが会社「Hertz Polska Company」とコラボし、250ml入りの「VADER エナジードリンク」が8月30日に発売された。ブルーの背景にVADERの文字が大きく書かれたパッケージである。

## メンバー
アルバムなどでは、ステージネームか愛称、ファーストネームのみが記載されることが多い。

### 現ラインナップ
- ピーター (Piotr "Peter" Wiwczarek) - ボーカル/ギター (1983- ) 1965年生まれ
Vaderの楽曲のほとんどにおいて作詞・作曲を務める。1999年にはポーランド出身のデスメタルバンド「ディキャピテイテッド」の1stアルバムにおいてプロデュースを手掛けた
- スパイダー (Marek "Spider" Pająk) - ギター (2010- ) 1977年生まれ
- ハル (Tomasz "Hal" Halicki) - ベース (2011- ) 1976年生まれ
- ジェイムズ (James Stewart) - ドラムス (2011- ) 1990年生まれ

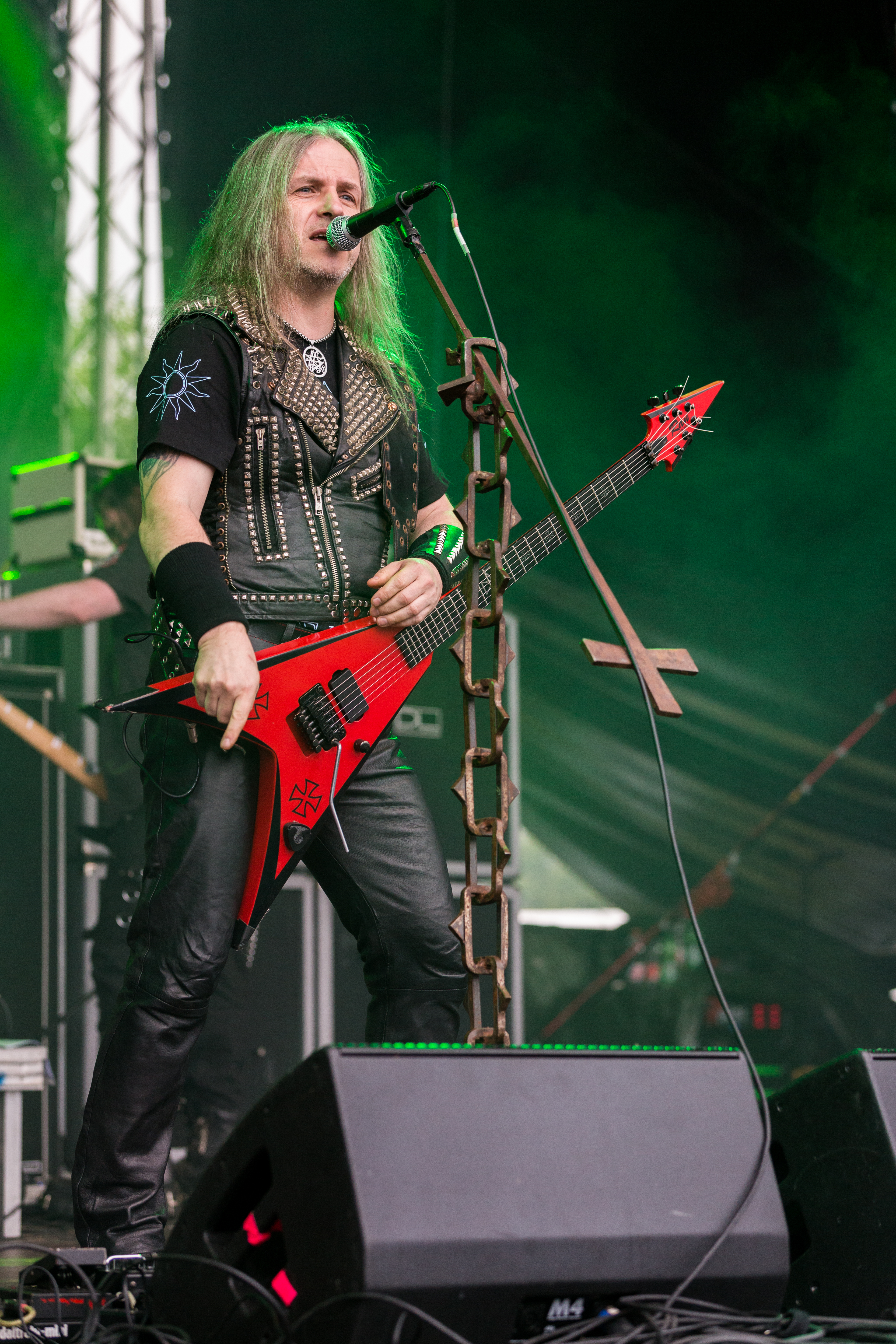
ピーター(Vo/G) 2017年
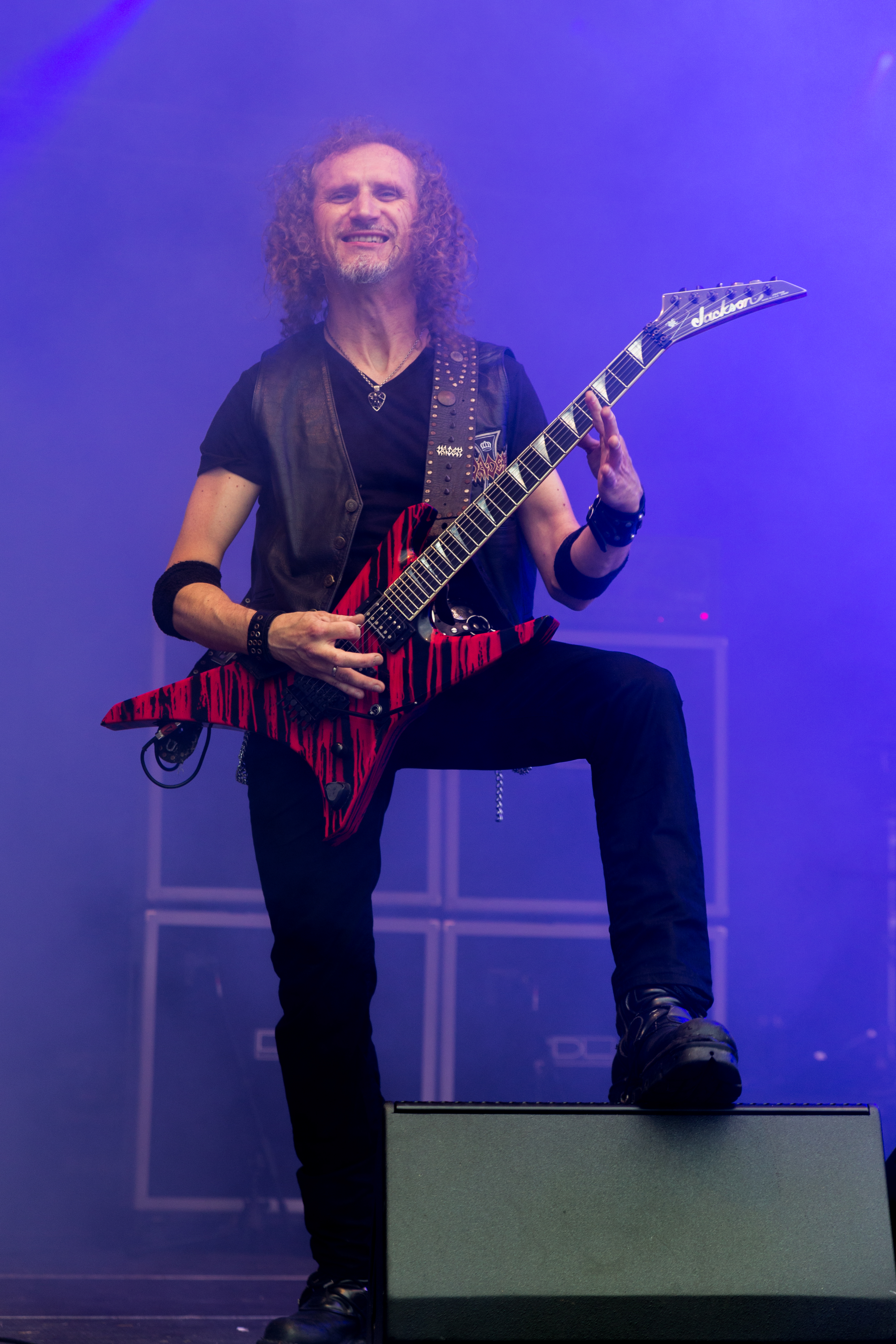
スパイダー(G) 2017年
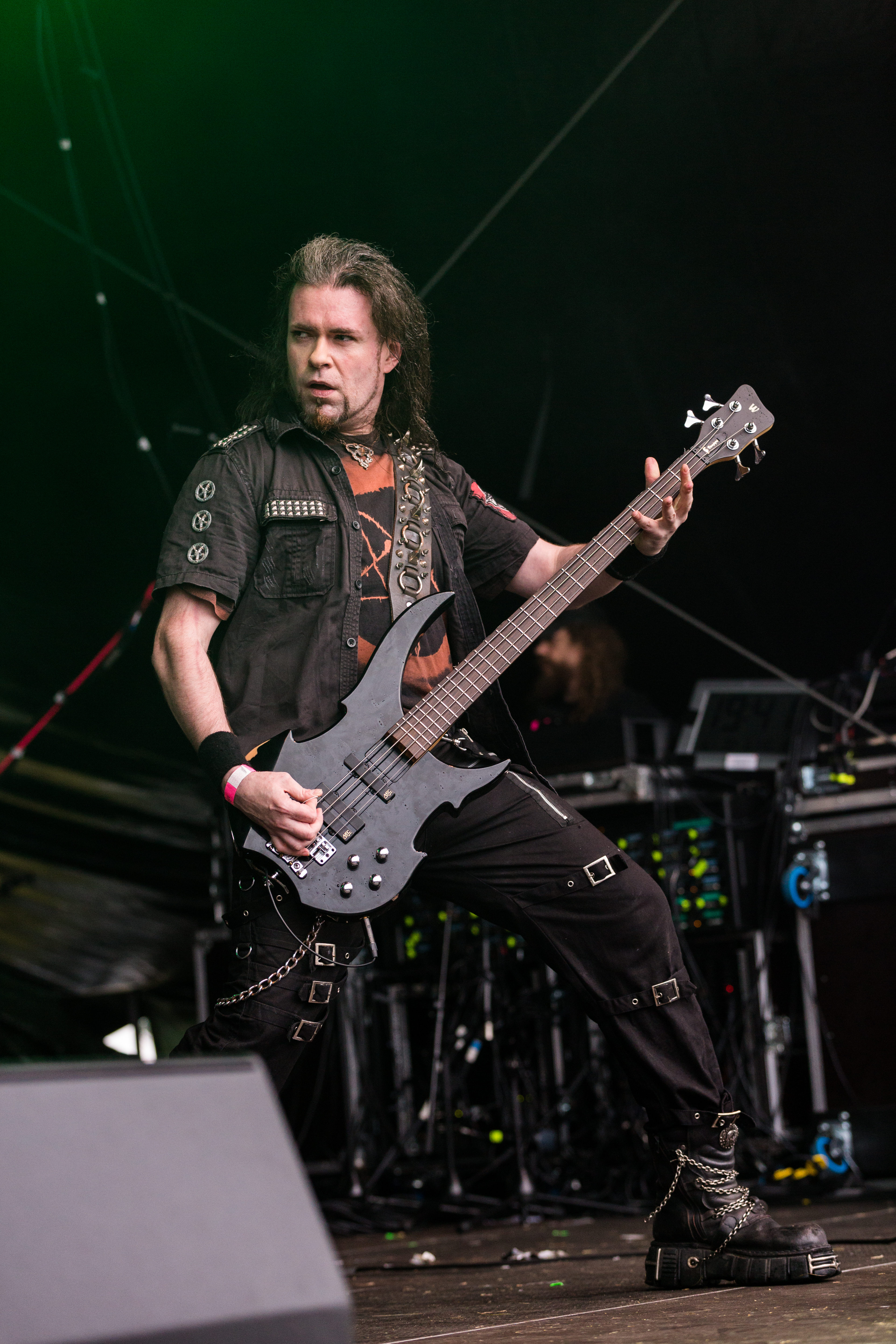
ハル(B) 2017年
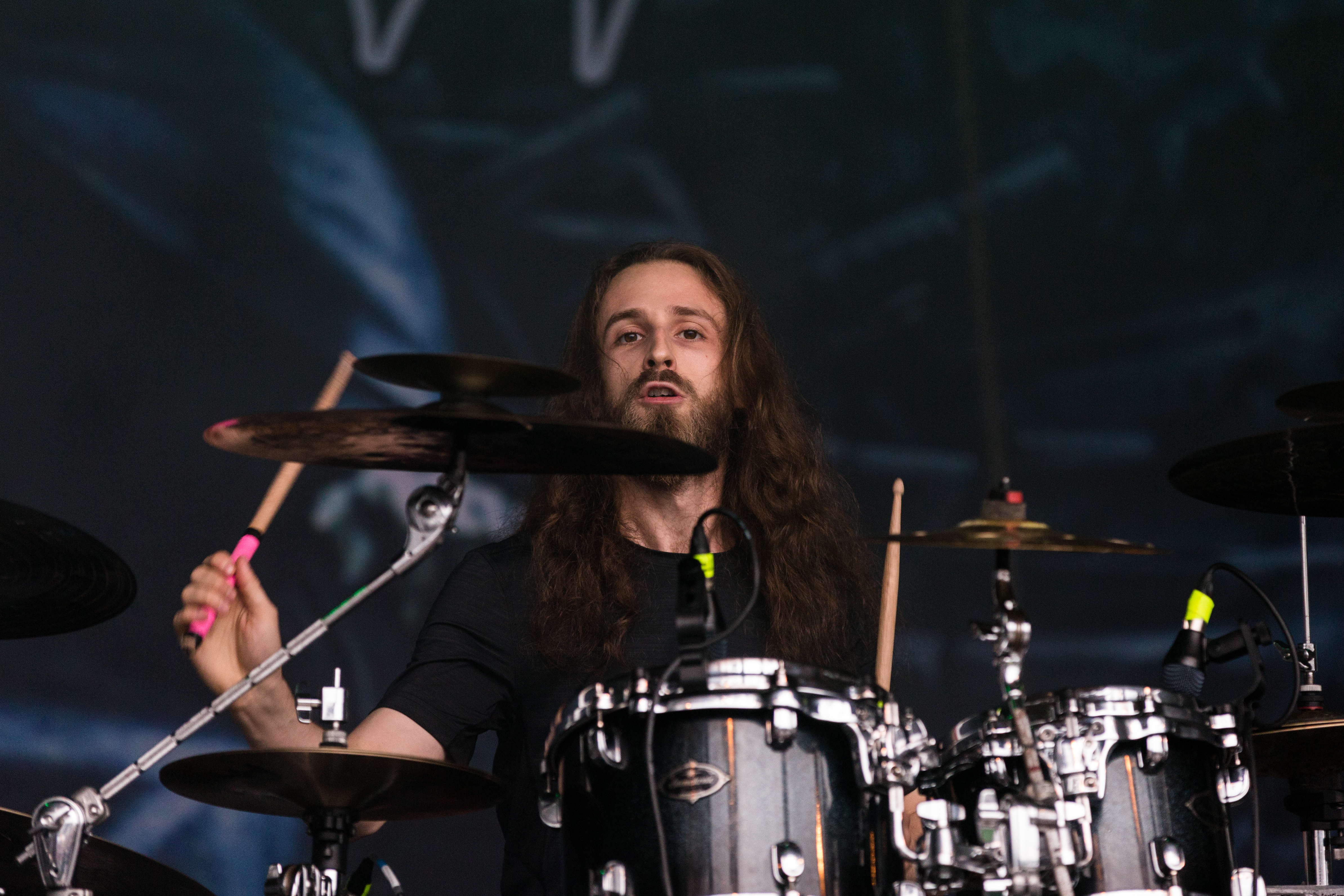
ジェイムズ(Ds) 2017年

### 旧メンバー
- ヴィカ (Zbigniew "Vika" Wróblewski) - ギター (1983-1986)
- ロバート (Robert Bielak) - ボーカル (1984-1985)
- スネーク (Piotr "Snake" Tomaszewski) - ボーカル (1985)
- チャルネイ (Robert "Czarny" Czarneta) - ボーカル (1986-1988)
- アスタロト (Robert "Astaroth" Struczewski) - ベース (1986)
- ベリアル (Grzegorz "Belial" Jackowski) - ドラムス (1986-1987)
- ジャッキー (Jacek "Jackie" Kalisz) - ベース (1988-1991, 1993)
- ドック (Krzysztof "Doc" Raczkowski) - ドラムス (1988-2005) RIP.2005
- チャイナ (Jarosław "China" Łabieniec) - ギター (1991-1992)
- ベリアル (Piotr "Berial" Kuzioła) - ベース (1991-1992)
- シャンボ (Leszek "Shambo" Rakowski) - ベース (1993-2001)
- マウザー (Maurycy "Mauser" Stefanowicz) - ギター (1997-2008)
- サイモン (Konrad "Saimon" Karchut) - ベース (2002-2003)
- ノヴィ (Marcin "Novy" Nowak) - ベース (2003-2008)
- ダレイ (Dariusz "Daray" Brzozowski) - ドラムス (2004-2008)
- ポール (Paweł "Paul" Jaroszewicz) - ドラムス (2008-2011)

Vaderには数多くのメンバーが在籍していたが、2005年に死去(死因は不明である)したドラマー「Krzysztof Raczkowski(Doc)(1970年生まれ)」がよく知られている。彼と共に多くの作品に参加したバンドの元ギタリスト「Maurycy Stefanowicz (Mauser)」は、Docの死因は麻薬であるとインタビューで語った。

## ディスコグラフィ
日本盤は、1stアルバムがトイズファクトリーからリリースされ、2ndアルバム以降はアヴァロン・レーベルからリリースされている。
オリジナル・アルバム
- The Ultimate Incantation　(1993年)
- De Profundis　(1995年)
- Black to the Blind　(1997年)
- Litany　(2000年)
- Revelations　(2002年)
- The Beast　(2004年)
- Impressions in Blood　(2006年)
- Necropolis　(2009年)
- Welcome to the Morbid Reich　(2011年)
- Tibi et Igni　(2014年)
- The Empire　(2016年)
- Solitude in Madness (2020)

ライブ・アルバム
- The Darkest Age: Live '93　(1994年)
- Live in Japan　(1998年)

カバー・アルバム
- Future of the Past　(1996年)

コンピレーション
- Armageddon　(2002年)
- XXV　(2008年 Re-Rec)

EP
- Sothis　(1994年)
- Kingdom　(1998年)
- Reign Forever World　(2001年)
- Blood　(2003年)
- The Art of War　(2005年)
- Lead Us!!!　(2008年)

デモ
- Live in Decay　(1986年)
- Necrolust　(1989年)
- Morbid Reich　(1990年)